# Lanuginellinae
Lanuginellinae is een onderfamilie van sponsdieren uit de klasse van de Hexactinellida. 

## Geslachten
- Calycosoma Schulze, 1899
- Caulophacus Schulze, 1886
- Doconesthes Topsent, 1928
- Lanuginella Schmidt, 1870
- Lanugonychia Lendenfeld, 1915
- Lophocalyx Schulze, 1887
- Mellonympha Schulze, 1897
- Sympagella Schmidt, 1870